# Batman (phim 1989)
Batman là một bộ phim siêu anh hùng do Tim Burton đạo diễn và Jon Peters sản xuất, dựa trên nhân vật truyện tranh cùng tên của DC Comics. Đây là loạt phim Batman đầu tiên do hãng Warner Bros. sản xuất. Phim có sự tham gia của Michael Keaton vào vai Bruce Wayne/Batman, bên cạnh Jack Nicholson, Kim Basinger, Robert Wuhl, Pat Hingle, Billy Dee Williams, Michael Gough và Jack Palance. Trong phim, Batman được nhiều người tin là một truyền thuyết của thành phố đến khi anh tích cực chiến đấu với một tên tội phạm bậc thầy trí tuệ mới nổi được biết với cái tên "Joker".

## Nội dung
Ở Thành phố Gotham, Thị trưởng Borg ra lệnh cho Công tố viên Harvey Dent và Ủy viên cảnh sát James Gordon nhanh chóng bắt giữ trùm tội phạm Carl Grissom. Trong khi đó, hai phóng viên Alexander Knox và Vicki Vale đang điều tra về việc nhìn thấy một người anh hùng đeo mặt nạ có biệt danh "Batman". Cả hai tham dự một bữa tiệc do tỷ phú Bruce Wayne tổ chức. Bruce chính là Batman, anh quyết định trở thành người hùng trừ gian diệt bạo sau khi chứng kiến một tên cướp bắn chết bố mẹ anh khi anh còn nhỏ. Bruce cảm mến Vicki nhưng phải rời khỏi bữa tiệc để theo dõi Gordon.
Grissom cử tay sai thân cận là Jack Napier đến nhà máy Axis Chemicals để lấy tài liệu, thực ra Grissom có kế hoạch trừ khử Napier vì hắn đã vụng trộm với nhân tình của ông ta. Trung úy Max Eckhardt cho phép các sĩ quan cảnh sát tiêu diệt Napier, tuy nhiên Gordon đã đến và ra lệnh phải bắt sống Napier. Batman cũng đến nhà máy để bắt Napier. Trong lúc đối đầu với Batman, Napier bị rơi vào một thùng hóa chất. Napier vẫn còn sống nhưng mang ngoại hình kỳ dị, hắn tự gọi mình là "Joker", giết chết Grissom và tiếp quản các hoạt động của ông ta.
Joker khủng bố Gotham bằng cách chế tạo ra "Smylex" - một chất hóa học nguy hiểm khiến nạn nhân chết vì cười. Joker say mê Vicki và lừa cô đến Bảo tàng Nghệ thuật Gotham, nơi hắn và bọn thuộc hạ phá hoại các tác phẩm nghệ thuật. Batman giải cứu Vicki rồi đưa cô đến Batcave - căn cứ bí mật của anh, anh chia sẻ một nghiên cứu có thể giúp người dân thành phố chống lại chất độc của Joker. Hôm sau, Bruce đến căn hộ của Vicki với ý định tiết lộ danh tính bí mật của mình, Joker cũng xuất hiện ở đó. Joker bắn Bruce nhưng anh đã chạy thoát. Tại Batcave, Bruce nhận ra Joker chính là kẻ giết bố mẹ anh vì hắn đã nói ra câu cửa miệng mà tên cướp năm xưa từng nói.
Vicki được Alfred Pennyworth, quản gia của Bruce, đưa đến Batcave. Sau khi tiết lộ bí mật của mình với Vicki, Bruce đi phá hủy nhà máy mà Joker sử dụng để chế tạo Smylex. Trong khi đó, Joker lừa người dân thành phố tham gia một cuộc diễu hành với lời hứa cho họ tiền, hắn định sát hại họ với khí Smylex được bơm vào trong những quả bóng bay khổng lồ. Batman phá tan âm mưu này bằng cách lái chiếc máy bay Batwing mang đám bóng bay đi chỗ khác, sau đó bị Joker bắn hạ. Chiếc Batwing rơi xuống trước một nhà thờ, Joker bắt Vicki làm con tin và đưa cô vào trong đó. Batman đuổi theo Joker lên đến đỉnh nhà thờ, tên hề định tẩu thoát bằng máy bay trực thăng nhưng kỵ sĩ bóng đêm đã cột chân hắn vào một pho tượng. Không chịu nổi sức nặng của pho tượng, Joker rơi xuống đất và chết.
Một thời gian sau, Gordon thông báo rằng tất cả thuộc hạ của Joker đã bị bắt và công bố biểu tượng Bat-Signal. Dent đọc một ghi chú từ Batman, người anh hùng hứa rằng anh sẽ bảo vệ Gotham nếu bọn tội phạm tác oai tác quái lần nữa, đồng thời yêu cầu chính quyền sử dụng Bat-Signal để triệu tập anh những lúc cần thiết. Sau đó Alfred đưa Vicki về dinh thự nhà Wayne, ông nói rằng Bruce sẽ về muộn một chút. Cảnh cuối cho thấy Batman đang đứng trên một tầng thượng và quan sát thành phố Gotham.